# Oliver de Tèrme
Oliver de Termes, en occità Olivièr de Tèrme, va ser un dels més cèlebres cavallers occitans del segle xiii. Nascut al voltant del 1200 a Tèrme al Llenguadoc, i mort el 12 d'agost de 1274 a Sant Joan d'Acre, Regne de Jerusalem. Fou un dels més actius opositors a la croada contra els albigesos i un protector dels càtars. Després es va sotmetre i va esdevenir un col·laborador lleial del rei Lluís IX de França i de l'Església catòlica al Llenguadoc i a Terra Santa, on va morir al capdavant dels exèrcits croats.
Oliver va tenir una gran fama entre els seus contemporanis i conèixer de primera mà a diversos reis i papes gràcies a la seva energia, la seva valentia i el seu domini de l'art del setge i de la guerrilla.

## Infantesa trencada
Oliver va néixer cap al 1200 dins d'una rica família senyorial convertida al catarisme, que dominava seixanta pobles i massos al voltant del castell de Tèrme (Aude). La seva joventut fou marcada dramàticament pel començament de la croada albigesa.
El 1210, després de la presa del castell de Tèrme per les hostes de Simó de Montfort, perdé el seu pare i tots els seus béns i esdevingué un faidit, però, durant la lluita, pogué estudiar de primera mà les tècniques de setge i de guerrilla en les quals més tard esdevindria un gran mestre.
Finalitzà la seva educació a Vallespir d'on era originari la seva mare. És en Catalunya on va trobar els seus futurs senyors feudals: Jaume I, rei d'Aragó, Ramon el Jove, comte de Tolosa, que acompanyava a l'exili el seu pare Ramon VI de Tolosa, i Ramon de Trencavell vescomte de Carcassona. Tots quatre era de la mateixa generació, havien estat víctimes de la croada i estaven animats d'un mateix esperit de reconquesta.

## Al servei del rei d'Aragó i els comtes del Llenguadoc
Oliver es posà, doncs, al servei d'aquests tres senyors i es va distingir en un gran nombre d'operacions militars: per al comte de Tolosa va defensar el poble de La Beceda assetjat per l'exèrcit del rei de França (1227); per al rei d'Aragó, Jaume I, va prendre part en la conquesta de Mallorca; per al comte de Tolosa va administrar moltes vegades la ciutat de Narbona revoltada contra el seu bisbe i la Inquisició (entre 1234 i 1242); junt amb Ramon Trencavell i Chabèrt de Barbaira va revoltar les Corberes contra el rei de França i va posar setge a Carcassona (1240). En recompensa rebé feus al Lauragués, al Rosselló i a Mallorca.

## Al servei del rei de França
Però, el 1245, després que els seus senyors feudals signaren la pau de manera definitiva amb Lluís IX, es va sotmetre al rei de França.
Durant la Setena Croada, Oliver, a qui el rei va confiar el càrrec de cap dels ballesters, es va distingir defensant Damiata (Egipte, 1250) i salvant Jean de Joinville, el biògraf del rei, a Cesarea Paneas a Palestina, el 1253. Agraït, sant Lluís va tornar a Oliver la seva senyoria del Termenès.
Tornat a França el 1255, Oliver posa fi a la resistència del Llenguadoc obtenint la rendició del castell de Querbús (1255). Després s'incorporà a la cort del rei, on tingué un paper de conseller per als assumptes que tocaven el Llenguadoc, l'Aragó o Castella. Igualment proper a Jaume I, Oliver és sens dubte un dels artesans del tractat de Corbeil (1258) signat entre els dos reis, que va fixar per a quatre segles la frontera entre els regnes d'Aragó i França.

## Al servei de Déu
A partir de 1257 Oliver va decidir posar-se al servei de Déu per a la salvació de la seva ànima. En uns pocs anys va liquidar la seva senyoria i el castell d'Aguilar, que havia manat bastir, per tal de fer donacions considerables a l'abadia de Fontfreda i a altres establiments religiosos, i per finançar una expedició militar a Terra Santa.
El 1264 torna a Terra Santa al capdavant d'un contingent reial. El 1269 esdevingué senescal del regne de Jerusalem, és a dir cap dels exèrcits on va lluitar aferrissadament contra els sarraïns.
El 1270 va prendre part al fracàs de la Vuitena Croada, unint-se a les hosts de Lluís IX a Tunis, des d'on va partir novament el 1274 cap a Terra Santa al capdavant d'un nou contingent saldat pel Papa i el rei. A Terra Santa hi va morir el 12 d'agost de 1274. Oliver de Tèrme, si no fou enterrat a Terra Santa, potser les seves despulles descansen a l'abadia Fontfreda, a la capella de Sant Bernat que va fer construir.